# Hermann Strauch

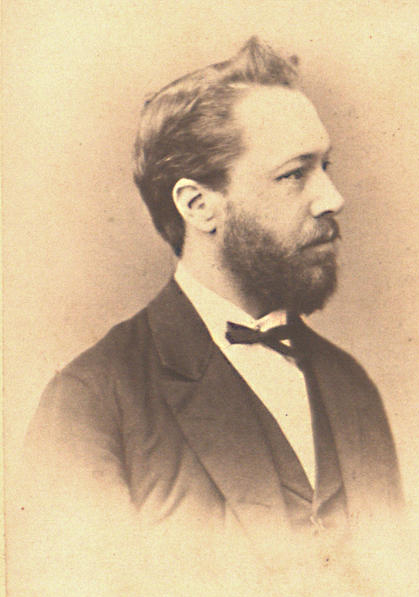
Hermann Strauch, vor 1887

Hermann Strauch (* 4. Dezember 1838 in Frankfurt am Main; † 28. September 1904 in Heidelberg) war ein deutscher Rechtswissenschaftler. Er war von 1873 bis 1899 Professor der Rechte, der Rechtsphilosophie und des Völkerrechts an der Universität Heidelberg.

## Leben
Strauch wurde als Sohn eines Frankfurter Bürgers und Handelsmannes geboren. Er besuchte ab 1848 das Gymnasium in Frankfurt, dass er 1857 mit dem Abitur verließ. Er studierte Rechtswissenschaften an den Universitäten in Bonn, Heidelberg und Wien. Zu seinen Professoren in Heidelberg gehörten Adolph von Vangerow, Heinrich Zöpfl und Heinrich Marquardsen. An der Wiener Universität besuchte er Vorlesungen von Julius Glaser und Joseph Unger. In Wien beendete er sein Studium und bestand 1861 die Judizielle Staatsprüfung. Strauch trat zunächst als Rechtspraktikant am k.k. Landgericht Wien in den österreichischen Justizdienst ein, übernahm aber bereits kurze Zeit später eine Stellung als Lehrer bei dem Grafen von Schönborn.
Im Juli 1862 promovierte er an der juristischen Fakultät der Wiener Universität. Er arbeitete in einer Wiener Advokaten- und Hofkanzlei und war gleichzeitig als Mitredakteur der Allgemeinen Österreichischen Gerichtszeitung tätig. Im Juli 1865 habilitierte er sich als Privatdozent an der Heidelberger Universität. Nach Ablehnung eines Rufes an die Kaiserliche Universität Dorpat ernannte man Strauch im Februar 1873 zum außerordentlichen Professor der Rechte an der Universität Heidelberg. Er hielt Vorlesungen über die Einführung in die Rechtswissenschaft, Rechtsphilosophie sowie Völkerrecht, aber auch über die Entwicklung der politisch-sozialen Theorien, preußische Verfassungsgeschichte und die Geschichte der deutschen Einheitsbewegung. Zusätzlich wurde ihm die Leitung der Bibliothek des Heidelberger juristischen Seminars übertragen.
Strauch blieb unverheiratet und hatte auch nur mit wenigen Kollegen engeren Umgang. Er engagierte sich für den Deutschen Schulverein und den Deutschen Flottenverein. Auf Grund einer schweren Nierenerkrankung musste er seine Vorlesungen mit dem Sommersemester 1899 einstellen. Hermann Strauch starb vereinsamt am 28. September 1904, im Alter von 65 Jahren, in Heidelberg. Obwohl er in seinem Fachgebiet ein breites Angebot an universitären Vorlesungen hatte, hinterließ Strauch nur wenige Schriften. Sein Hauptwerk Ursprung und Natur der Regalien wurde als Habilitationsschrift 1865 veröffentlicht. 1879 beteiligte er sich mit Beiträgen an der  Festschrift anlässlich des fünfzigjährigen Doktorjubiläums von Johann Caspar Bluntschli. Das im Jubiläumsalmanach 1886 angekündigte große Lehrbuch zum Völkerrecht wurde von ihm nie beendet bzw. gedruckt. Als Mitautor für die Badischen Biographien schrieb er einige Aufsätze unter anderem über Heinrich Zöpfl und Karl David August Röder. Ein Teil seines schriftlichen Nachlasses befindet sich in der Universitätsbibliothek Heidelberg, ein weiterer wird am Institut für Stadtgeschichte (Frankfurt am Main) aufbewahrt.
Verdienste erwarb er sich durch ein Legat von 18.000 Mark für die Strauch-Stiftung, aus der, nach Erreichung von 30.000 Mark, die Zinsen als jährliches Reisestipendium an einen Dozenten oder unbesoldeten Professor der Rechte von der juristischen Fakultät der Universität Heidelberg vergeben werden konnte.

## Veröffentlichungen (Auswahl)
- Ursprung und Natur der Regalien. Erlangen 1865. (Digitalisat.)
- Das Fremdenrecht, besonders mit Rücksicht auf Handels- und Gewerbebetrieb der Ausländer, in den Grosstaaten der Gegenwart nach den neuesten internationalen Verträgen. Erlangen 1869.
- Deutsches Staatsrecht. In: Bluntschlis Staatswörterbuch. Band 1, Zürich 1872. (Digitalisat.)
- Zur Interventions-Lehre. Eine völkerrechtliche Studie. Heidelberg 1879. (Digitalisat.)
- Karl David August Röder. In: Badische Biographien. Karlsruhe 1881. (Digitalisat.)
- Heinrich Zöpfl. In: Badische Biographien. Karlsruhe 1881. (Digitalisat.)